# Konstantin Grcic

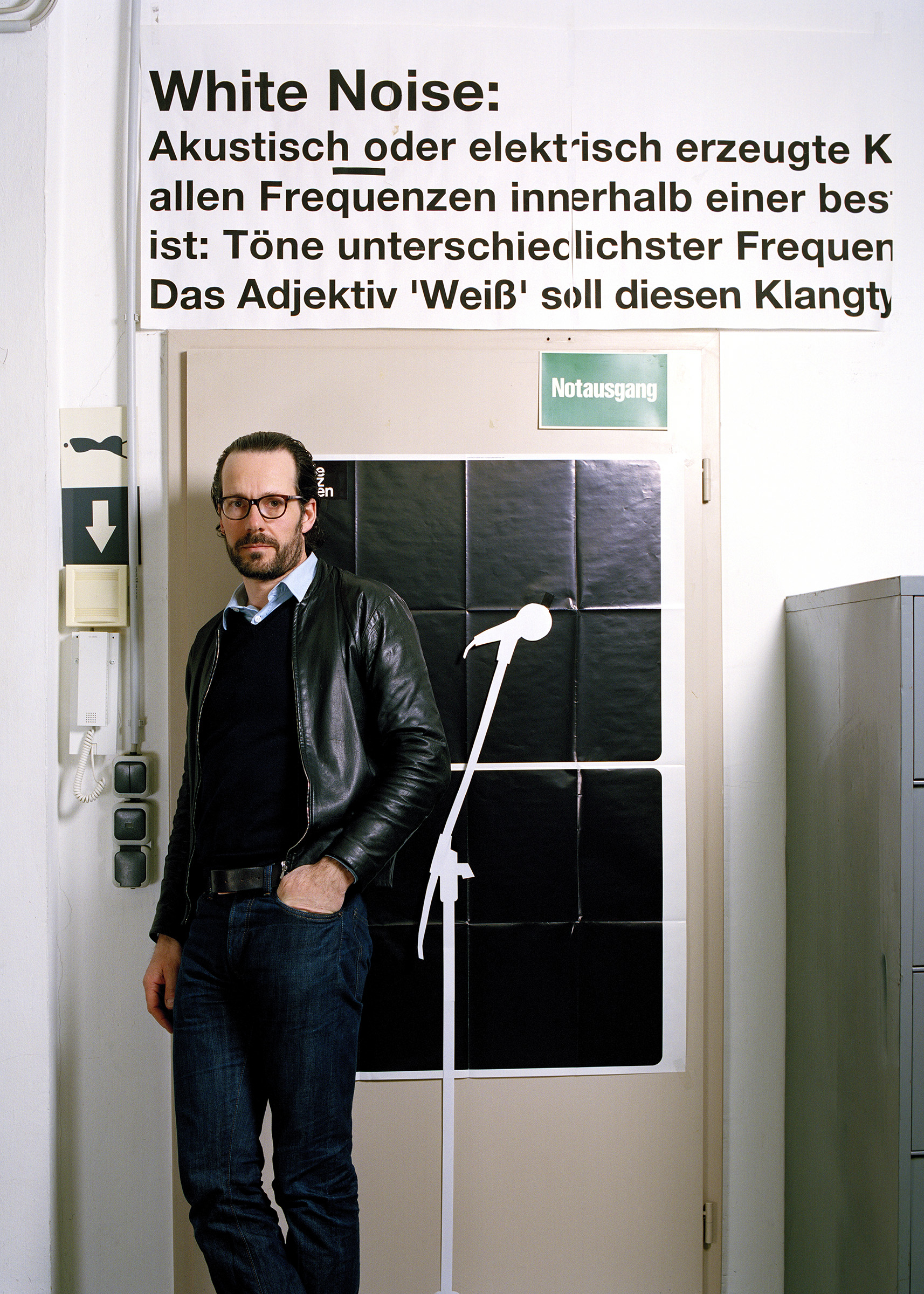
Konstantin Grcic (2010)

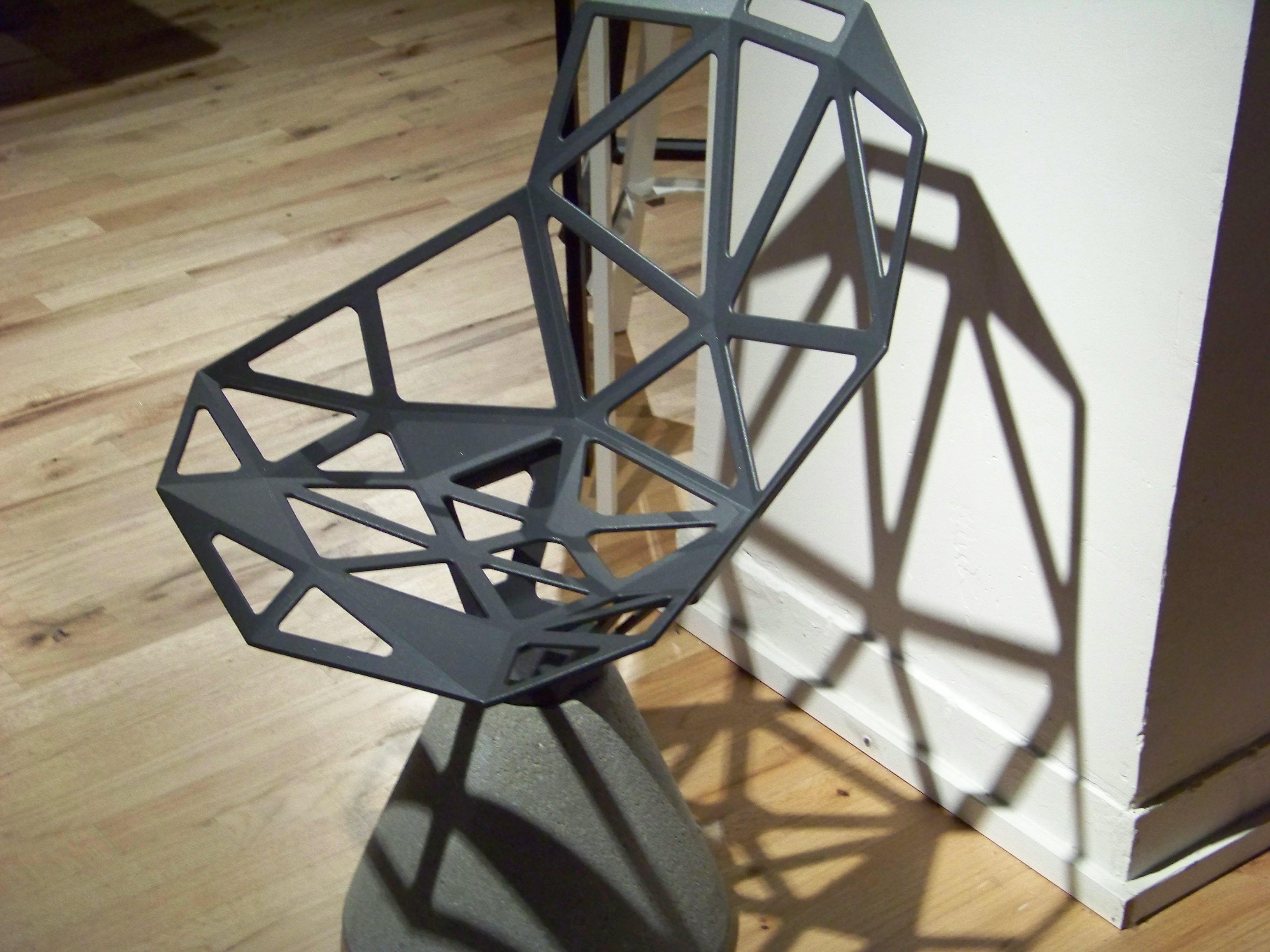
Stolen Chair One B, designad av Grcic.

Konstantin Grcic, född 1965 i München, är en tysk formgivare och möbeldesigner. 

## Biografi
Konstantin Grcic var möbelsnickarlärling på Parnham College, Storbritannien mellan åren 1985 och 1987. Han genomgick sedan en masterutbildning med inriktning på konst och industriell design mellan 1988 och 1990, Master degree in arts and sciences, vid Royal College of Art i London.
Flera av Grcics produkter har tilldelats internationella priser. Bland annat har lampan Mayday, designad för FLOS tilldelats Compasso D'oro år 2001. En biografi om hans liv på 240 sidor publicerades 2005 som bland annat innefattar hans arbete i samband med design. Grcic arbetar för designbyråer och även i sitt eget företag, KGID. Han grundade företaget år 1991 och har idag fyra produktdesigner och en assistent anställd. Under åren har Grcic arbetat för kända företag som Magis, Vitra, Thomas/Rosenthal, Flos, ClassiCon, Krups, Moroso, Muji, Plank, Driade, och många fler. Konstantin Grcic har bland annat samarbetat med Absolut Vodka vid framtagning av en serie drinkglas.

## Utmärkelser
- Mayday - Compasso D'oro 2001
- Plank Miura - Blueprint 100% Design Award 2005, iF Product Design Award 2006, "Best of the Best" - Red dot design award vinnare år 2006.[8]
- Table B - Silver Delta Award, ADI FAD,  Spanish Design Association, år 2009.[9]